# الخلاوية والنجوع
الخلاوية والنجوع هو مركز سعودي يتبع محافظة بيش التابعة لمنطقة جازان جنوب غرب السعودية، ويقع شمال غرب المحافظة؛ حيث يبعد عنها مسافة 15 كم تقريبا.